# Real Football
Real Football est une série de jeux vidéo de sport (football) éditée par Ubisoft et Gameloft, et développée par Gameloft. En 2007, les quatre premiers opus sur téléphones mobiles avaient été téléchargés plus de 4,5 millions de fois.

## Jeux
- 2004 : Real Football 2004 (téléphone mobile)
- 2005 : Real Football 2005 (téléphone mobile)
- 2006 : Real Football 2006 (téléphone mobile)
- 2007 : Real Football 2008 (Nintendo DS, téléphone mobile)
- 2008 : Real Football 2008 Mini Game SP (BlackBerry)
- 2009 : Real Football 2009 (Nintendo DS, DSiWare, iOS, BlackBerry)
- 2009 : Real Football 2010 (DSiWare, Android, BlackBerry)
- 2009 : Real Football Manager 2010 (BlackBerry)
- 2011 : Real Football 2012 (téléphone mobile)
- 2012 : Real Football 2013 (téléphone mobile)
- 2012 : Real Football Manager 2013 (téléphone mobile)

## Jeux dérivés
- 2007 : Real Rugby[2]
- 2009 : Real Tennis 2009[3]
- 2010 : Real Golf 2011[4]